# Плёдиен-сюр-Ранс
Плёдие́н-сюр-Ранс (фр. Pleudihen-sur-Rance, брет. Pleudehen) — коммуна во Франции, находится в регионе Бретань. Департамент — Кот-д’Армор. Входит в состав кантона Ланвалле. Округ коммуны — Динан.
Код INSEE коммуны — 22197.

## География
Коммуна расположена приблизительно в 320 км к западу от Парижа, в 50 км северо-западнее Ренна, в 60 км к востоку от Сен-Бриё.
По территории коммуны протекает небольшая река Кэткен (фр. Coëtquen).

## Население
Население коммуны на 2016 год составляло 2 880 человек.
| 1962 | 1968 | 1975 | 1982 | 1990 | 1999 | 2008 | 2016 |
| ---- | ---- | ---- | ---- | ---- | ---- | ---- | ---- |
| 2056 | 2318 | 2351 | 2461 | 2495 | 2516 | 2775 | 2880 |

## Экономика
В 2007 году среди 1615 человек в трудоспособном возрасте (15—64 лет) 1155 были экономически активными, 460 — неактивными (показатель активности — 71,5 %, в 1999 году было 65,3 %). Из 1155 активных работали 1075 человек (576 мужчин и 499 женщин), безработных было 80 (33 мужчины и 47 женщин). Среди 460 неактивных 134 человека были учениками или студентами, 181 — пенсионерами, 145 были неактивными по другим причинам.

## Достопримечательности
- Церковь Нотр-Дам
  - Кропильница (XV век). Исторический памятник с 1967 года[3]
- Музей яблок и сидра

## Города-побратимы
- Хершбах (Германия, с 1980)[4]